# Prietrž
Prietrž (ungarisch Nagypetrős – bis 1907 Nagypritrzsd, dt.: Prettersch) ist eine Gemeinde in der Westslowakei mit 727 Einwohnern (Stand 31. Dezember 2024), die zum Okres Senica, einem Kreis des Trnavský kraj, gehört.

## Geographie
Die Gemeinde befindet sich im Hügelland Myjavská pahorkatina in einem Tal der Myjava und erstreckt sich beiderseits des Flusses. Höchster Punkt der Gemeinde ist der Berg Varáková (442 m n.m.). Das Ortszentrum liegt auf einer Höhe von 250 m n.m. und ist sieben Kilometer von Senica entfernt.
Neben dem eigentlichen Hauptort gibt es insgesamt 12 Kleinsiedlungen (slowakisch kopanice), die der Gemeinde zugehörig sind.
Nachbargemeinden sind Podbranč im Norden, Bukovec im Osten, Hradište pod Vrátnom im Südosten, Osuské im Süden, Hlboké im Südwesten und Senica im Westen.

## Geschichte

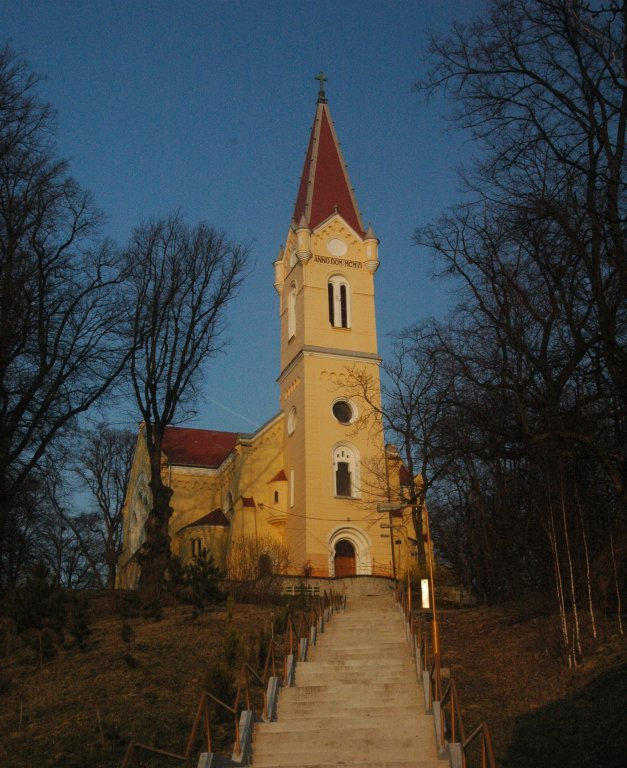
Kirche in Prietrž

Prietrž wurde zum ersten Mal 1262 als Petrus schriftlich erwähnt und gehörte anfangs zum Herrschaftsgut von Holitsch, später zu jenem der Burg Branč. Bedeutende Gutsbesitzer stammten aus den Geschlechtern Amadé, Nyáry, Majhényi und Jaszenák.
1415 marschierten hussitische Truppen durch die Gegend auf dem Weg von Böhmen und Mähren in das Königreich Ungarn und zurück. Nach der Schlacht am Weißen Berg im Jahr 1620 ließen sich viele protestantische Familien im hügeligen Gemeindegebiet nieder, um der Verfolgung in böhmischen Kronländern zu entgehen. Ein türkischer Überfall im Jahr 1663 verwüstete die Gegend.
1752 wohnten in Prietrž insgesamt 109 Familien, deren Haupteinnahmequellen Hanfanbau, Landwirtschaft und Leinenweberei waren, dazu gab es acht Mühlen.
Bis 1918 gehörte der im Komitat Neutra liegende Ort zum Königreich Ungarn und kam danach zur Tschechoslowakei beziehungsweise Slowakei.

## Bevölkerung
| Jahr                | 1994 | 2004     | 2014    | 2024    |
| ------------------- | ---- | -------- | ------- | ------- |
| Anzahl der Personen | 792  | 708      | 736     | 727     |
| Unterschied         |      | −10,60 % | +3,95 % | −1,22 % |

| Jahr                | 2023 | 2024    |
| ------------------- | ---- | ------- |
| Anzahl der Personen | 733  | 727     |
| Unterschied         |      | −0,81 % |

Nach der Volkszählung 2011 wohnten in Prietrž 697 Einwohner, davon 672 Slowaken, sechs Russen, drei Deutsche sowie jeweils ein Tscheche und Ukrainer. Ein Einwohner gab eine andere Ethnie an und 13 Einwohner machten diesbezüglich keine Angabe. 502 Einwohner bekannten sich zur Evangelischen Kirche A. B., 82 Einwohner zur römisch-katholischen Kirche, vier Einwohner zur griechisch-katholischen Kirche sowie jeweils ein Einwohner zur evangelisch-methodistischen Kirche und zur orthodoxen Kirche; ein Einwohner bekannte sich zu einer anderen Konfession. 94 Einwohner waren konfessionslos und bei 12 Einwohnern wurde die Konfession nicht ermittelt.

## Bauwerke
- evangelische Kirche aus dem Jahr 1906

## Söhne und Töchter der Gemeinde
- Pavol Jonáš (1925–2008), slowakischer Politiker